# Guglielmo I d'Asburgo
Guglielmo I d'Asburgo, detto l'Ambizioso (Vienna, 1370 – Vienna, 15 luglio 1406), è stato duca di Carinzia e di Carniola.

## Biografia
Era figlio primogenito di Leopoldo III d'Asburgo, e di sua moglie, Verde Visconti, figlia di Bernabò Visconti e di Beatrice della Scala.
Leopoldo III aveva già regnato sul Tirolo e sugli altri possedimenti austriaci in Svevia; nel 1379 firmò il trattato di Neuberg con il fratello maggiore Alberto III, dopo di che ricevette anche le terre interne austriache.

## Matrimonio
All'età di 14 anni, a Guglielmo fu promessa in sposa la principessa Edvige di Polonia, la figlia più giovane del re Luigi I d'Ungheria, che successivamente divenne anche re di Polonia. Questo fu uno dei primi tentativi degli Asburgo di estendere i loro domini attraverso la politica matrimoniale. Quando Luigi morì nel 1382, la figlia Maria gli successe al trono d'Ungheria. Tuttavia, i nobili polacchi rifiutarono Maria e il marito Sigismondo in qualità di loro sovrani, eleggendo invece la sorella Edvige, imponendole però la rottura del fidanzamento con Guglielmo.
Nel 1386 Leopoldo III fu ucciso nella battaglia di Sempach. Guglielmo e suo fratello Leopoldo IV gli succedettero come duca d'Austria, governando insieme allo zio Alberto III. Una feroce disputa ereditaria sorse quando il duca Alberto III morì nel 1395 e gli succedette il suo unico figlio, Alberto IV. L'anno seguente fu raggiunto un accordo, basato sul trattato di Neuberg del 1379.
Nel 1401 sposò un'altra erede presunta, la principessa Giovanna d'Angiò, cugina di Edvige. Il matrimonio non ha prodotto alcun erede e Guglielmo non visse per vedere sua moglie succedere a suo fratello Ladislao come Giovanna II nel 1414.
Nel 1404, suo cugino Alberto IV morì, lasciando le terre al figlio di sette anni, Alberto. Guglielmo agì come un reggente austriaco e tentò nuovamente di prendere i territori albertini da suo nipote, ma non ci riuscì.

## Morte
Morì il 15 luglio 1406 a Vienna senza eredi e il suo patrimonio venne ceduto al fratello minore Leopoldo IV. Fu sepolto nella Cripta ducale nella Cattedrale di Santo Stefano.

## Ascendenza
|                         |                  |                              | Genitori                      |  |  | Nonni |  |  | Bisnonni            |  |  | Trisnonni           |  |
|                         |                  |                              |                               |  |  |       |  |  | Alberto I d'Asburgo |  |  | Rodolfo I d'Asburgo |  |
|                         |                  |                              |                               |  |  |       |  |  | Alberto I d'Asburgo |  |  | Rodolfo I d'Asburgo |  |
|                         |                  | Gertrude di Hohenberg        |                               |  |  |       |  |  | Alberto I d'Asburgo |  |  |                     |  |
| Alberto II lo Sciancato |                  |                              |                               |  |  |       |  |  | Alberto I d'Asburgo |  |  |                     |  |
|                         |                  | Elisabetta di Tirolo-Gorizia | Mainardo II di Tirolo-Gorizia |  |  |       |  |  |                     |  |  |                     |  |
|                         |                  | Elisabetta di Tirolo-Gorizia | Mainardo II di Tirolo-Gorizia |  |  |       |  |  |                     |  |  |                     |  |
|                         |                  | Elisabetta di Tirolo-Gorizia | Elisabetta di Baviera         |  |  |       |  |  |                     |  |  |                     |  |
| Leopoldo III d'Asburgo  |                  | Elisabetta di Tirolo-Gorizia |                               |  |  |       |  |  |                     |  |  |                     |  |
|                         |                  | Ulrico III di Pfirt          | Teobaldo di Pfirt             |  |  |       |  |  |                     |  |  |                     |  |
|                         |                  | Ulrico III di Pfirt          | Teobaldo di Pfirt             |  |  |       |  |  |                     |  |  |                     |  |
|                         |                  | Ulrico III di Pfirt          | Caterina di Klingen           |  |  |       |  |  |                     |  |  |                     |  |
| Giovanna di Pfirt       |                  | Ulrico III di Pfirt          |                               |  |  |       |  |  |                     |  |  |                     |  |
|                         |                  | Giovanna di Montbéliard      | Rinaldo di Chalon             |  |  |       |  |  |                     |  |  |                     |  |
|                         |                  | Giovanna di Montbéliard      | Rinaldo di Chalon             |  |  |       |  |  |                     |  |  |                     |  |
|                         |                  | Giovanna di Montbéliard      | Guglielmina di Neuchâtel      |  |  |       |  |  |                     |  |  |                     |  |
| Guglielmo I d'Asburgo   |                  | Giovanna di Montbéliard      |                               |  |  |       |  |  |                     |  |  |                     |  |
|                         | Stefano Visconti | Matteo I Visconti            |                               |  |  |       |  |  |                     |  |  |                     |  |
|                         | Stefano Visconti | Matteo I Visconti            |                               |  |  |       |  |  |                     |  |  |                     |  |
|                         | Stefano Visconti | Bonacossa Borri              |                               |  |  |       |  |  |                     |  |  |                     |  |
| Bernabò Visconti        | Stefano Visconti |                              |                               |  |  |       |  |  |                     |  |  |                     |  |
|                         |                  | Valentina Doria              | Bernabò Doria di Sassello     |  |  |       |  |  |                     |  |  |                     |  |
|                         |                  | Valentina Doria              | Bernabò Doria di Sassello     |  |  |       |  |  |                     |  |  |                     |  |
|                         |                  | Valentina Doria              | Eliana Fiesch di Lavagna      |  |  |       |  |  |                     |  |  |                     |  |
| Verde Visconti          |                  | Valentina Doria              |                               |  |  |       |  |  |                     |  |  |                     |  |
|                         |                  | Mastino II della Scala       | Alboino della Scala           |  |  |       |  |  |                     |  |  |                     |  |
|                         |                  | Mastino II della Scala       | Alboino della Scala           |  |  |       |  |  |                     |  |  |                     |  |
|                         |                  | Mastino II della Scala       | Beatrice da Correggio         |  |  |       |  |  |                     |  |  |                     |  |
| Regina della Scala      |                  | Mastino II della Scala       |                               |  |  |       |  |  |                     |  |  |                     |  |
|                         |                  | Taddea da Carrara            | Jacopo I da Carrara           |  |  |       |  |  |                     |  |  |                     |  |
|                         |                  | Taddea da Carrara            | Jacopo I da Carrara           |  |  |       |  |  |                     |  |  |                     |  |
|                         |                  | Taddea da Carrara            | Elisabetta Gradenigo          |  |  |       |  |  |                     |  |  |                     |  |
|                         |                  | Taddea da Carrara            |                               |  |  |       |  |  |                     |  |  |                     |  |